# L'uomo dai due volti (film 1935)
L'uomo dai due volti (Charlie Chan in Paris) è un film del 1935, diretto da Hamilton MacFadden e Lewis Seiler.

## Trama
Dopo il caso risolto a Londra (ogni film della serie menziona il precedente), Charlie Chan è in vacanza a Parigi, almeno così sembra; in realtà è stato assunto da banchieri londinesi e da alcuni clienti per indagare sui bond emessi dalla banca Lamartine di Parigi, tra cui ci sono dei falsi; Chan comincia a raccogliere indizi e sospetta di: Max Corday, un artista del posto che cerca la fama per arricchirsi; Albert Dufresne, assistente del presidente della banca, che vive oltre i mezzi economici a sua disposizione; Henri Latouche, impiegato con accesso alle informazioni finanziarie della banca; Yvette Lamartine, figlia del presidente, che cerca di recuperare vecchie lettere d'amore dall'ex fidanzato Albert Dufresne; l'ultimo è Marcel Xavier, un mendicante cieco e menomato, veterano della Grande Guerra, considerato da tutti impazzito perché inveisce contro la banca accusandola di avergli portato via il suo denaro.
Dopo vari tentati omicidi nei confronti di Chan, e altre morti tra cui la sua assistente Nardi e il sospettato Dufresne, Chan conclude che è opera di Xavier; ma scoprirà che non è proprio così!
Xavier non è mai esistito veramente! Era un personaggio inventato dai due colpevoli, Corday e Latouche; costoro lo interpretavano a turno per fornire all'altro un alibi con Chan. Questi riesce con l'aiuto del giovane Victor Descartes a trovare il rifugio di Xavier, dove i due complici stampavano i bond falsi, quando arriva Latouche truccato da Xavier; Chan e Descartes spengono le luci, e Latouche spara alla torcia di Chan, ma essa era stata montata su una scopa come specchio per le allodole; Descartes ne approfitta e cattura Latouche; arriva la polizia chiamata dal giovane Lee Chan (uno dei figli adulti di Charlie) e il mistero viene svelato.

## Produzione
Il film fu prodotto da John Stone e da Sol M. Wurtzel per la Fox Film Corporation con un budget stimato di 110.000 dollari. Le riprese furono effettuate dal 12 novembre al 17 dicembre 1934.

## Distribuzione
Distribuito dalla Fox Film Corporation, il film uscì in sala il 21 gennaio 1935.